# Polskie Radio RDC
Polskie Radio RDC (RDC, Radio RDC, Radio dla Ciebie) – regionalna rozgłośnia radiowa Polskiego Radia, nadająca na terenie Warszawy i województwa mazowieckiego, słyszalna jest również na części obszarów województw sąsiednich (podlaskiego, lubelskiego, kujawsko-pomorskiego, łódzkiego). Nadaje również w Internecie. Studio mieści się w Warszawie przy ul. Myśliwieckiej 3/5/7. Radio posiada sieć korespondentów na Mazowszu – w Płocku, Siedlcach, Radomiu, Ciechanowie i Mławie. Co godzinę od 6:00 do 23:00 emitowane są Wiadomości RDC.

## Historia
Pierwsza lokalna rozgłośnia warszawska została uruchomiona 15 stycznia 1935 roku. Nadajnik był umieszczony w Fortach Mokotowskich i miał moc 10 kW. Stacja nadawała swój program w czasie oblężenia Warszawy. Po II wojnie światowej rozgłośnie regionalne, w tym i warszawska, miały swoje okienka w ramach ogólnopolskiego programu II Polskiego Radia, nadawanego na falach średnich i UKF. Radio dla Ciebie działa na podstawie ustawy z dnia 29 grudnia 1992 o radiofonii i telewizji.
29 grudnia 2023 postawiona w stan likwidacji.

## Słuchalność
Według badania Radio Track (wykonane przez Millward Brown SMG/KRC) za okres grudzień-maj 2021/2022, wskaźnik udziału w rynku słuchalności Polskiego Radia dla Ciebie wyniósł 2,0 proc., co dało tej stacji 15. pozycję w warszawskim rynku radiowym.

## Audycje i ich prowadzący

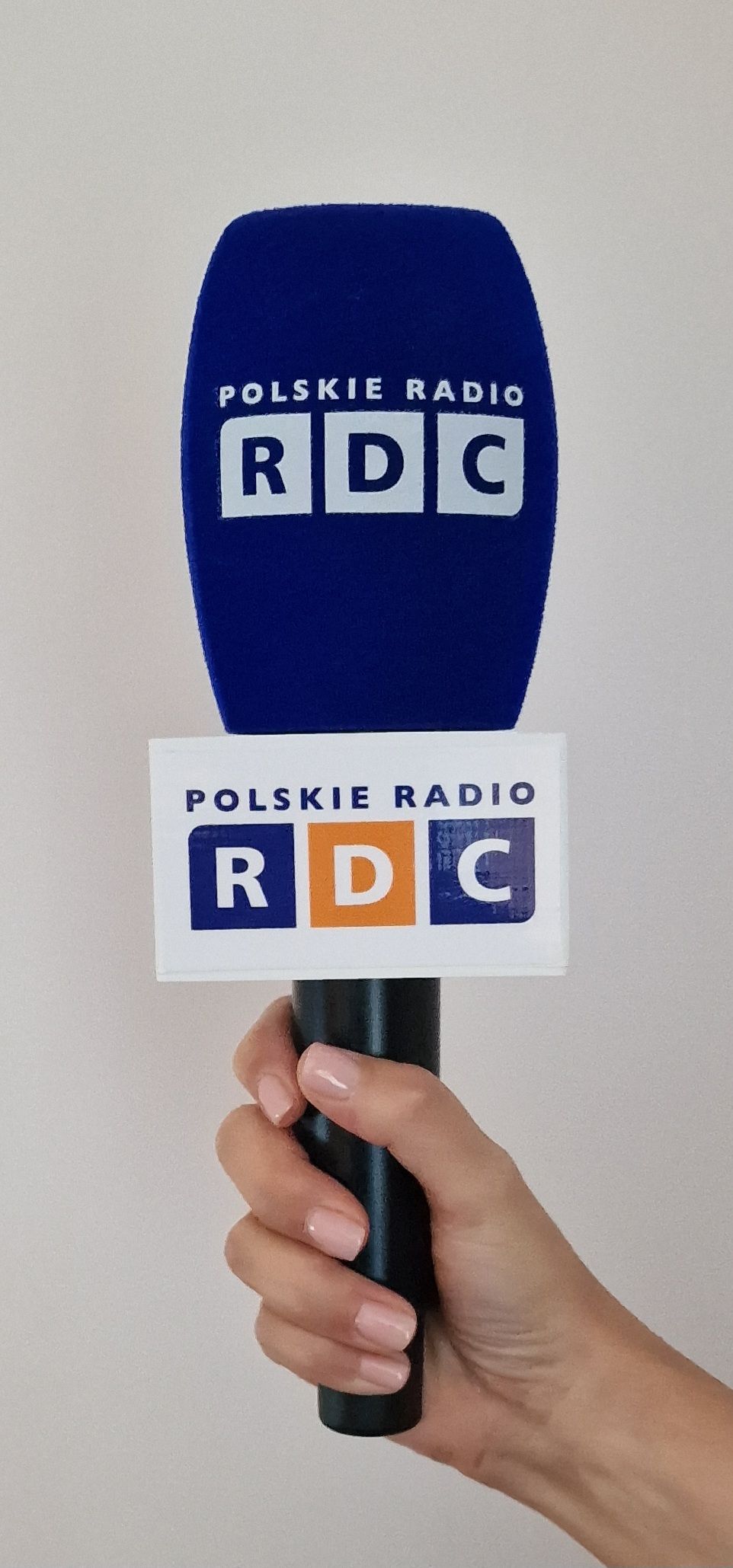
Logo Polskiego Radia RDC na kostce i gąbce mikrofonowej.

### Niektóre audycje nadawane obecnie
- Poranek RDC – Grzegorz Chlasta/Robert Łuchniak
- Magazyn sportowy - Tomasz Sokołowski, Arkadiusz Błaszczyk, Łukasz Starowieyski, Przemysław Paczkowski
- Polityka w południe – Grzegorz Chlasta/Robert Łuchniak
- Sekrety Mazowsza - Piotr Łoś
- Jest sprawa – Elżbieta Uzdańska
- Magazyn PoWarszawsku - Łukasz Ostoja -Kasprzycki
- Wolny Umysł - Matylda Kozakiewicz
- Życie jak w Madrycie - Conrado Moreno
- RadioBal - Roman Rogowiecki

### Niektóre audycje nadawane dawniej
- Depko i Wanat o seksie – Ewa Wanat i Andrzej Depko
- Niedziela filozofów, czyli potyczki z życiem – Tomasz Stawiszyński
- Bez pudru – Eliza Michalik
- Café Paris – Agnieszka Lipka-Barnett
- Popołudnie RDC – Tomasz Kwaśniewski
- Pan od kultury – Mike Urbaniak
- Homolobby – Mike Urbaniak, Maciej Nowak
- Między innymi Betlejewski – Rafał Betlejewski
- Requiem dla tygodnia – Maciej Łubieński
- W samo południe – Piotr Gursztyn[4]

## Częstotliwości
Poszczególne nadajniki przekazują program, który różni się od siebie - uzupełniają go na przykład serwisy informacji lokalnych. Różne redakcje lokalne w różny sposób ingerują w program, niektóre (np. Radom) nadają także audycje publicystyczne i inne.

### Analogowe
- Warszawa – RTCN PKiN – 101 MHz – 12,9 kW[5]
- Płock – RTCN Rachocin – 101,9 MHz – 60 kW
- Radom – RON Radom – 89,1 MHz – 5 kW
- Ostrów Mazowiecka – TSR Podborze – 87,6 MHz – 1 kW
- Ostrołęka – RTON ul. Kopernika – 100,8 MHz – 0,25 kW
- Siedlce – RTCN Łosice – 103,4 MHz – 120 kW

### Cyfrowe
- Warszawa – RTCN PKiN – 183,648 MHz – 6 kW[6]